# Костанайский район
Костана́йский район (каз. Қостанай ауданы, до 1997 года — Кустана́йский) — административная единица на западе Костанайской области Казахстана. Административный центр — город Тобыл. Внутри территории района расположен административный центр Костанайской области — город Костанай, который не входит в состав района и является городом областного подчинения.
Район создан в результате объединения Затобольского, Костанайского и части Обаганского районов в 1963 году.

## Физико-географическая характеристика

### Географическое положение
Костанайский район расположен в северной части Костанайской области и находится в северной равнинной части Тургайской ложбины, в зоне её слияния с южной окраиной Западно-Сибирской низменности.

### Рельеф
Рельеф равнинный. Высота над уровнем моря составляет 200—220 м. С юго-запада на север территорию пересекает глубоко врезанная долина реки Тобол, протекающая по территории района в среднем течении на протяжении около 100 километров. Высота долины Тобола над уровнем моря понижается до 130—140 м.

### Климат
Климат резко континентальный с суровой малоснежной зимой и жарким сухим летом. Характерными чертами являются резкие сезонные и суточные колебания температуры, сухость воздуха и частые сильные ветры. Средняя температура июля — 21,5 °C, января — −15 °C. Преобладающее направление ветров юго-западное. Зима начинается в последних числах октября — первых числах ноября и продолжается до первой декады апреля. Весна короткая, с неустойчивым температурным режимом, очень изменчивым на коротких отрезках времени. Начало снеготаяния в конце марта — начале апреля. Осенью преобладает в основном пасмурная погода, со второй половины сентября начинаются заморозки. Среднегодовое количество осадков — 290—360 мм.

### Флора и фауна
Район полностью располагается в лесостепной природной зоне. Почва в основном чернозёмная. Растительность преимущественно ковыльно-типчаковая. В северо-западной части и по берегам озёр на юге района растёт полынь. На востоке располагается Аракарагайский лесной массив, где произрастают осина, берёза, сосна. На территории района обитают волк, лисица, заяц, степные грызуны, косуля. Из птиц распространены беркут, ястреб; в озёрах и реках — гуси, утки, на берегах — чибис, в степи — снегирь.

## История
1 апреля 1921 года из волостей Кустанайского уезда Оренбургско-Тургайской губернии образован Кустанайский район (центр — г. Кустанай) в составе Кустанайской губернии. 27 июля 1922 года Кустанайский район вновь преобразован в Кустанайский уезд. 24 июня 1925 года постановлением Совета народных комиссаров Казакской АССР № 30 Кустанайская губерния ликвидирована с преобразованием всех уездов в один, Кустанайский уезд. 14 сентября 1925 года на основании Постановления ВЦИК Кустанайский уезд преобразован в Кустанайский округ, непосредственно подчинявшийся ЦИК Казакской АССР. 17 января 1928 года из Больше-Чураковской, Затобольской, частей Боровской и Павловской волостей образован Затобольский район с центром в городе Кустанай.
17 декабря 1930 года деление на округа в Казакской АССР ликвидировано (в том числе и Кустанайский округ). Затобольский район переименован в Кустанайский, укрупнён за счёт присоединения к нему частей Аман-Карагайского, Боровского, Затобольского, Мендыгаринского, Убаганского районов, и передан в прямое подчинение Казакской АССР.
20 февраля 1932 года Кустанайский район вошёл в состав вновь образованной Актюбинской области. 29 июля 1936 года Кустанайский район вошёл в состав вновь образованной Кустанайской области. В январе 1938 года из состава Кустанайского района выделен Затобольский район с центром в посёлке Затобольске. 27 ноября 1957 года к Кустанайскому району была присоединена часть территории упразднённого Введенского района.
Указом Президиума Верховного Совета Казахской ССР от 2 января 1963 года в составе Кустанайской области образован Кустанайский сельский район из бывших Затобольского, Кустанайского и части Убаганского районов. Центр — пос. Затобольск.
17 июня 1997 года указом президента Казахстана транскрипция названия Кустанайского района на русском языке была изменена на Костанайский район. 2 января 2020 года указом президента Казахстана центр района — посёлок Затобольск — был отнёсен к категории городов районного значения и переименован в город Тобыл.

## Население
| Численность населения | Численность населения | Численность населения | Численность населения | Численность населения | Численность населения | Численность населения | Численность населения | Численность населения | Численность населения |
| 1970                  | 1979                  | 1989                  | 1999                  | 2000                  | 2001                  | 2002                  | 2003                  | 2004                  | 2005                  |
| --------------------- | --------------------- | --------------------- | --------------------- | --------------------- | --------------------- | --------------------- | --------------------- | --------------------- | --------------------- |
| 88 123                | ↗93 481               | ↘72 400               | ↘66 822               | ↗67 741               | ↘66 047               | ↘65 356               | ↘64 503               | ↗65 516               | ↗66 321               |
| 2006                  | 2007                  | 2008                  | 2009                  | 2010                  | 2011                  | 2012                  | 2013                  | 2014                  | 2015                  |
| ↗67 472               | ↗69 065               | ↗69 246               | ↘67 380               | ↗67 874               | ↗68 627               | ↗68 941               | ↘68 920               | ↗69 862               | ↗70 356               |
| 2016                  | 2017                  | 2018                  | 2019                  | 2020                  | 2021                  | 2022                  | 2023                  | 2024                  |                       |
| ↘70 212               | ↘70 072               | ↗70 468               | ↗71 157               | ↗71 226               | ↗71 689               | ↗73 228               | ↘73 165               | ↗73 405               |                       |

Национальный состав (на начало 2019 года):
- русские — 30 441 чел. (42,78 %)
- казахи — 27 592 чел. (38,78 %)
- украинцы — 5438 чел. (7,64 %)
- немцы — 2769 чел. (3,89 %)
- белорусы — 1110 чел. (1,56 %)
- татары — 1127 чел. (1,58 %)
- азербайджанцы — 550 чел. (0,77 %)
- корейцы — 329 чел. (0,46 %)
- башкиры — 241 чел. (0,34 %)
- молдаване — 198 чел. (0,28 %)
- удмурты — 171 чел. (0,24 %)
- армяне — 147 чел. (0,21 %)
- поляки — 119 чел. (0,17 %)
- мордва — 104 чел. (0,15 %)
- чеченцы — 101 чел. (0,14 %)
- чуваши — 86 чел. (0,12 %)
- ингуши — 66 чел. (0,09 %)
- другие — 568 чел. (0,80 %)
- Всего — 71 157 чел. (100,00 %)

## Административно-территориальное деление
В состав Костанайского района входят город Тобыл и 15 сельских округов, в составе которых находится 52 села:
| Административная единица       | Населённые пункты                                                                              |
| Александровский сельский округ | село Александровка, село Енбек, село Жуковка, село Село имени И. Ф. Павлова                    |
| Айсаринский сельский округ     | село Айсары, село Костомар, село Степное, село Половниковка                                    |
| Белозёрский сельский округ     | село Белозёрка, село Сергеевка, село Балыкты                                                   |
| Владимировский сельский округ  | село Владимировка, село Сормовка                                                               |
| Жамбылский сельский округ      | село Жамбыл, село Алтын дала, село Самир                                                       |
| Ждановский сельский округ      | село Ждановка, село Кировка, село Васильевка, село Семилетка, село Аккабак                     |
| Заречный сельский округ        | село Заречное, село Рыспай, село Абай, село Талапкер, село Осиновка, село Новосёловка          |
| Майкольский сельский округ     | село Майколь, село Шеминовское, село Рязановка, село Арман                                     |
| Мичуринский сельский округ     | село Мичуринское, село Алтынсарино, село Садовое                                               |
| Московский сельский округ      | село Московское, село Светлый Жарколь                                                          |
| Надеждинский сельский округ    | село Надеждинка, село Майалап, село Воскресеновка                                              |
| Озёрный сельский округ         | село Озёрное, село Суриковка, село Шишкинское                                                  |
| Октябрьский сельский округ     | село Октябрьское, село Нечаевка, село Молокановка, село Лиманное, село Рыбное, село Шоккарагай |
| Садчиковский сельский округ    | село Садчиковка, село Константиновка                                                           |
| Ульяновский сельский округ     | село Ульяновское, село Бегежан                                                                 |

## Экономика
В районе работают хлебокомбинат, производство керамического кирпича, производство мяса бройлера, производство колбасных изделий, полиэтиленовых труб.

## Культура
В районе находятся 80 памятников истории и культуры местного значения. В Костанайском районе функционируют 44 общеобразовательных школы (25 средних, 14 основных, 5 начальных), а также 50 учреждений культуры.